# جک الیس (بازیکن فوتبال، زاده ۱۹۰۸)
جک الیس (انگلیسی: Jack Ellis؛ ۲۵ ژانویه ۱۹۰۸ – ۲۰ ژانویهٔ ۱۹۹۴) بازیکن فوتبال بود.